# Dircé

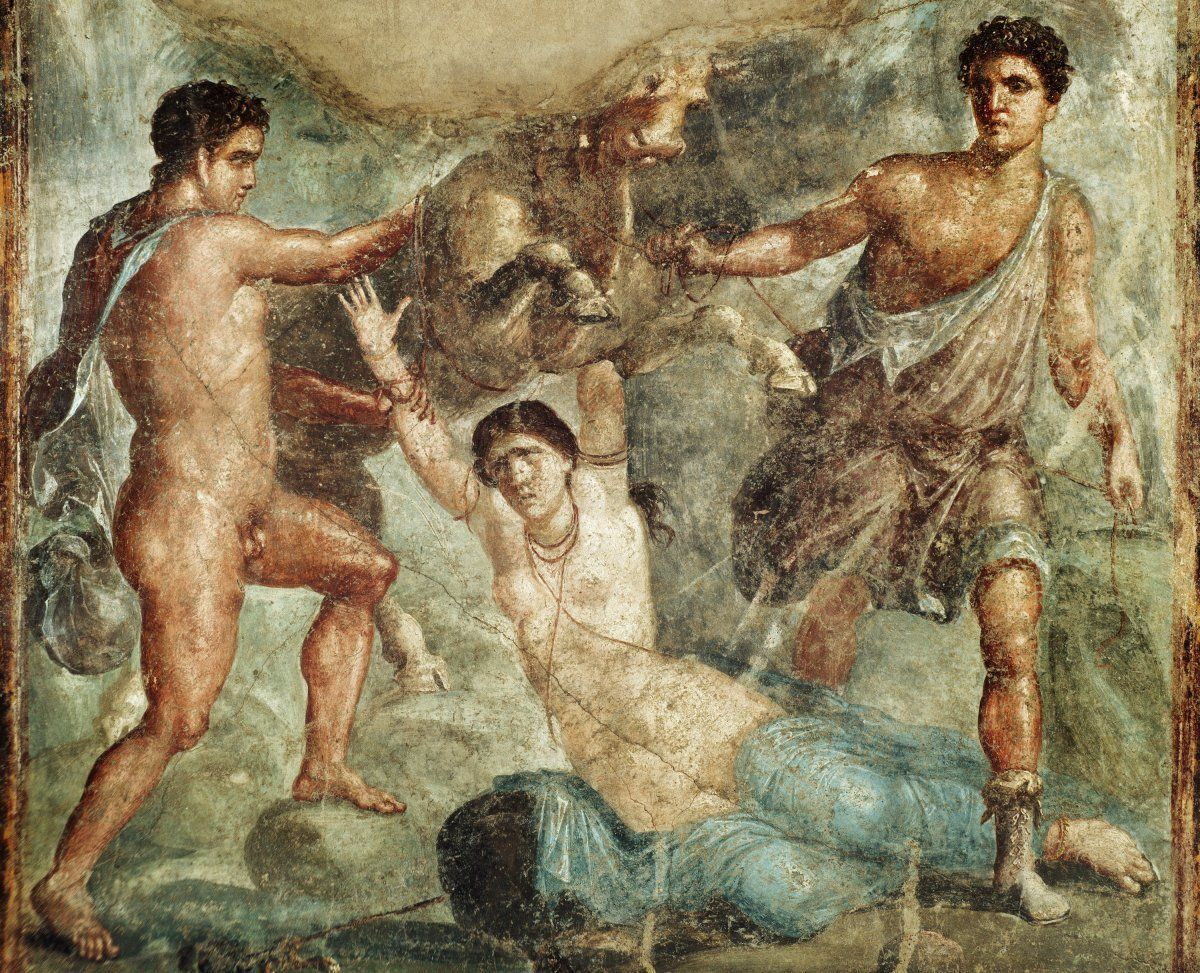
Le supplice de Dircé, mur peint de la maison des Vettii à Pompéi.

Dans la mythologie grecque, Dircé (en grec ancien Δίρκη / Dírkē) est la femme de Lycos, régent de Thèbes.

## Famille
Dircé était la fille des dieux fluviaux Achélôos ou Isménos, ou d'Hélios.

## Mythe antique
Lorsque Lycos fit emprisonner sa nièce Antiope pour avoir été séduite par Zeus, Dircé la maltraita. Mais Zeus délivra un jour Antiope. Lors de sa fuite, elle retrouva ses deux fils, Amphion et Zéthos, qui avaient été recueillis par des bergers après leur abandon par Lycos. Ceux-ci allèrent alors à Thèbes, tuèrent Lycos et attachèrent Dircé à la queue d'un taureau indompté, qui l'emporta sur des rochers où elle fut mise en pièces. Les dieux, touchés de son malheur, la changèrent en une source qui porta son nom et qui coulait près de Thèbes.
Selon Euripide, Dircé et Lycos laisseront derrière eux un fils, du nom de Lycos également.

## Représentations dans les arts antiques

### Littérature grecque antique
Dircé est l'un des personnages principaux de la tragédie d'Euripide Antiope, perdue hormis quelques fragments.

### Fresques romaines
Des fresques illustrant le supplice de Dircé ont été retrouvées à Herculanum dans la maison à l'atrium de mosaïque, et à Pompéi dans la maison des Vetii.

### Sculpture antique
Le Taureau Farnèse, groupe statuaire en marbre conservé au musée national de Naples, illustre également le supplice de Dircé.

## Évocations artistiques après l'Antiquité
À la fin du XIXe siècle le peintre polonais, sujet de l'empire russe, Henryk Siemiradzki reprend le thème de Dircé pour un tableau illustrant le martyre des premiers chrétiens : Dircé chrétienne dans le cirque de Néron.

## Sources
- Pseudo-Apollodore, Bibliothèque [détail des éditions] [lire en ligne] (III, 5, 5).
- Pausanias, Description de la Grèce [détail des éditions] [lire en ligne] (IX, 17, 6 ; IX, 25, 3).
- Hygin, Fables [détail des éditions] [(la) lire en ligne] (VII, VIII).